# Oophaga arborea
Espèce
Synonymes
- Dendrobates arboreus Myers, Daly & Martínez, 1984

Statut de conservation UICN

 EN B1ab(iii) : En danger
Statut CITES
Oophaga arborea est une espèce d'amphibiens de la famille des Dendrobatidae.

## Répartition et habitat
Cette espèce est endémique du Panama. Elle se rencontre jusqu'à 1 120 m d'altitude.
Elle vit dans les forêts tropicales humides.

## Description
Les mâles mesurent de 20,3 à 21,6 mm et les femelles de 20,4 à 22,2 mm. Les iris des yeux sont bruns. La peau est brune ou noire avec des taches jaunes.
Sur sa peau, on a observé quatorze alcaloïdes.

## Publication originale
- Myers, Daly & Martínez, 1984 : An arboreal poison frog (Dendrobates) from western Panama. American Museum novitates, no 2783, p. 1-20 (texte intégral).